# Carapa procera
Carapa procera là một loài thực vật có hoa trong họ Meliaceae. Loài này được DC. mô tả khoa học đầu tiên năm 1824.

## Hình ảnh

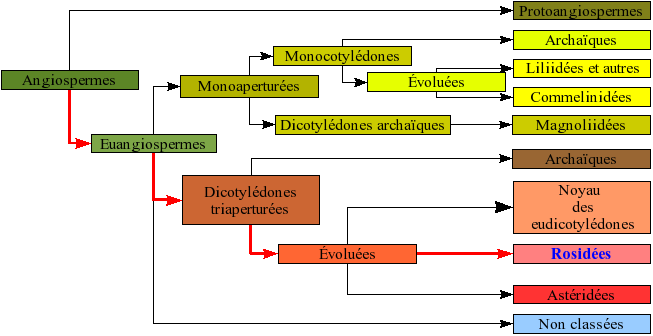
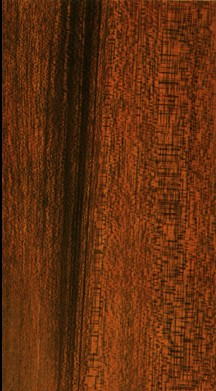
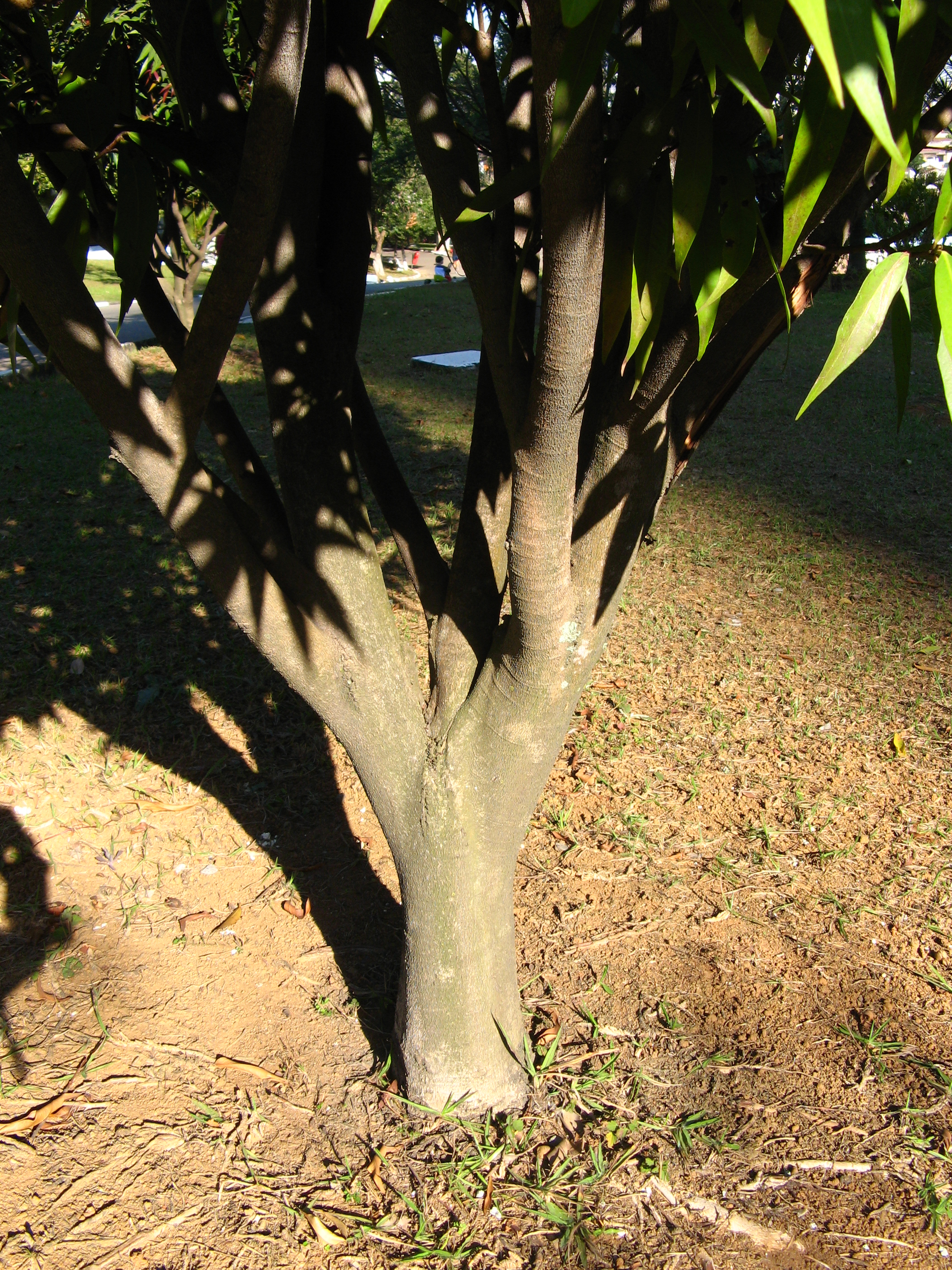
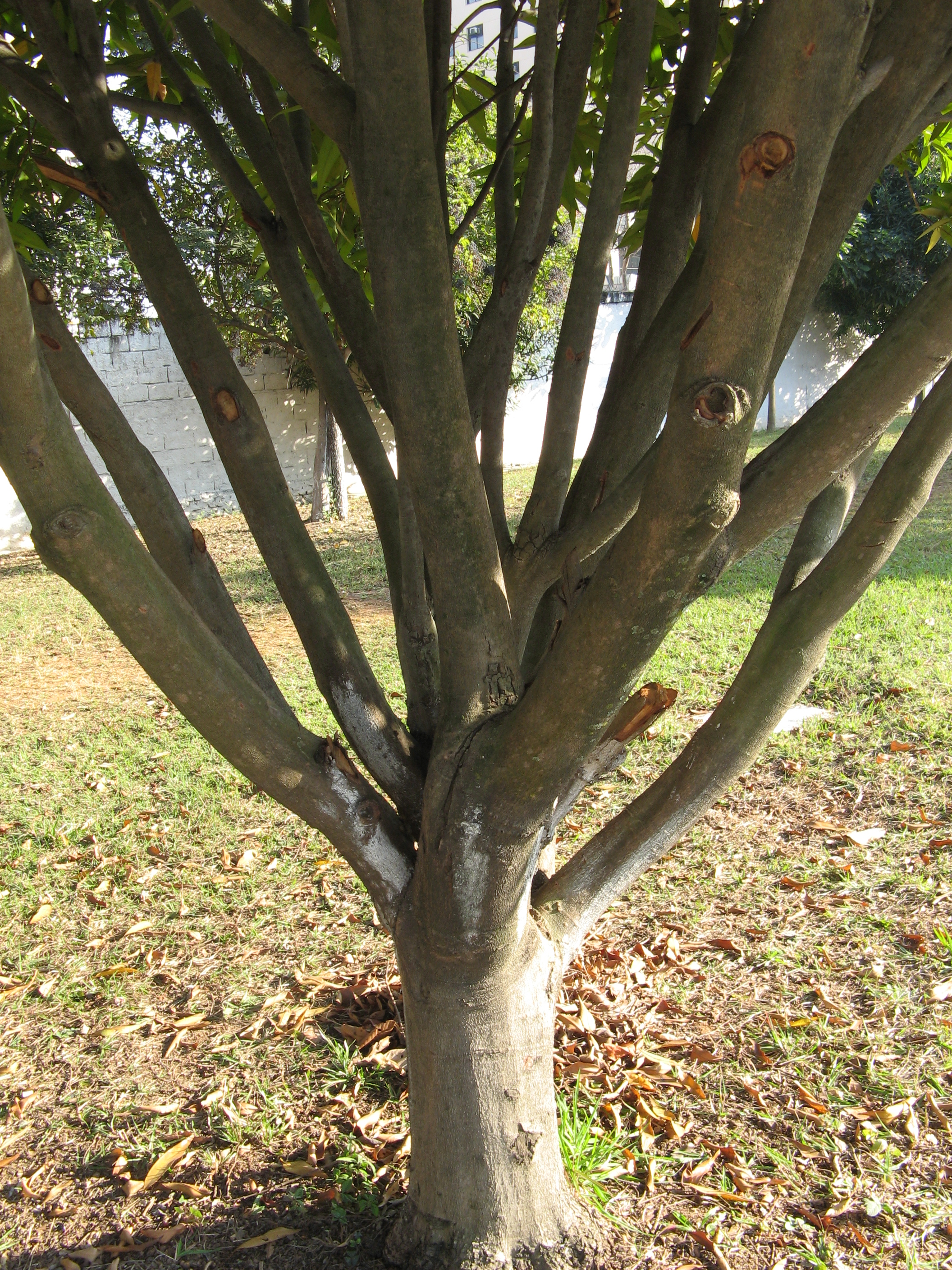